# Experiment Perilous
Experiment Perilous (bra: Idílio Perigoso; prt: Noite na Alma) é um filme noir estadunidense de 1944, dos gêneros drama criminal, mistério e suspense, dirigido por Jacques Tourneur, e estrelado por Hedy Lamarr, George Brent e Paul Lukas. O roteiro de Warren Duff foi baseado no romance homônimo de 1943, de Margaret Carpenter.
A trama retrata a história de um médico de uma pequena cidade que tenta ajudar uma bela mulher com um marido perturbado.

## Sinopse
Na Londres do início do século XX, a bela Allida Bederaux (Hedy Lamarr) é a esposa do possessivo e mais velho Nick Bederaux (Paul Lukas), que a mantém prisioneira em casa. Sem nenhum contato com o mundo exterior, Allida e seu enteado Alec (Bill Ward) sofrem com diversos problemas emocionais. Um pouco de esperança surge quando o psiquiatra Dr. Huntington Bailey (George Brent) aparece para tentar livrar ambos das garras do homem despótico e insanamente ciumento.

## Elenco
- Hedy Lamarr como Allida Bederaux
- George Brent como Dr. Huntington Bailey
- Paul Lukas como Nick Bederaux
- Albert Dekker como Clag, o escultor
- Carl Esmond como Maitland, o pintor
- Olive Blakeney como Cissie Bederaux
- George N. Neise como Alec Gregory, o escritor
- Margaret Wycherly como Maggie
- Stephanie Bachelor como Elaine
- Mary Servoss como Srta. Wilson
- Julia Dean como Deria
- Sam McDaniel como Porteiro do trem
- William Post, Jr. como Promotor de Justiça
- Bill Ward como Alec Bederaux (jovem)

## Produção

Hedy Lamarr em cena do filme.

As datas de produção do filme foram de 12 de julho até o início de outubro de 1944.
O filme originalmente seria produzido por David Hempstead e estrelado por Cary Grant. Após Hempstead encerrar seu contrato com a RKO Pictures, Grant desistiu do projeto, e Robert Fellows foi designado para ser o produtor executivo. Gregory Peck então estava escalado para estrelar o papel masculino principal, mas um compromisso anterior com uma produção de David O. Selznick o obrigou a desistir de sua participação. Leonide Moguy foi inicialmente escalado para dirigir o filme, e a RKO chegou a considerar Maureen O'Hara e Laraine Day para o papel feminino principal. No entanto, a RKO acabou conseguindo Hedy Lamarr emprestada da Metro-Goldwyn-Mayer para aparecer no filme.
Para criar a sequência da tempestade de neve, o estúdio utilizou 100 toneladas de gelo e seis máquinas eólicas. A sequência de tiroteio em um aquário – com vidros espatifados, água aos borbotões e peixes a se debaterem – foi refeita em incontáveis produções, entre elas "Lethal Weapon" (1987) e "Missão Impossível" (1996).
Segundo o crítico e historiador de cinema Ken Wlaschin, este é um dos dez melhores filmes da carreira de Hedy Lamarr.

## Recepção
J. R. Jones, em sua crítica para o Chicago Reader, escreveu que "o enredo densamente elaborado nem sempre se encaixa, mas, no final, isso aumenta a sensação de mistério, que Tourneur não encara como um quebra-cabeça narrativo a ser resolvido, mas sim como um aspecto irreduzível da experiência humana".
Craig Butler, do website AllMovie, disse que Jacques Tourneur e Tony Gaudio, com sua dramática câmera, "criam uma história atmosférica que é igualmente bela e caótica, com uma boa parcela de suspense e tensão".
No Rotten Tomatoes, site agregador de críticas, 100% das 7 críticas do filme são positivas, com uma classificação média de 6,5/10.

## Adaptações para a rádio
Em 12 de outubro de 1946, o filme foi apresentado no Screen Guild Players. Brent reprisou seu papel, com Joan Bennett e Adolphe Menjou coestrelando. Em 10 de setembro de 1945, George Brent reprisou seu papel em uma transmissão do Lux Radio Theatre, dessa vez coestrelada por Virginia Bruce.

## Na cultura popular
Lançado no mesmo ano do mais conhecido "Gaslight", ambos os filmes compartilham o tema de um marido dominador manipulando a realidade de sua esposa através de várias formas de assédio, falsos pretextos e crueldade. Em ambos os filmes, a heroína é repreendida pelo marido por sofrer alucinações até ser resgatada por um pretendente preocupado. Esse tipo de abuso psicológico eventualmente passou a ser conhecido como gaslighting, em referência ao filme.

## Prêmios e indicações
| Ano  | Cerimônia | Categoria                                                          | Indicado                                                            | Resultado | Ref.                 |
| ---- | --------- | ------------------------------------------------------------------ | ------------------------------------------------------------------- | --------- | -------------------- |
| 1946 | Oscar     | Melhor direção de arte e decoração de interiores em preto e branco | Albert D'Agostino, Jack Okey, Darrell Silvera & Claude E. Carpenter | Indicado  | [ 13 ] [ 14 ] [ 15 ] |